# Hermann Standl
Hermann Standl (* 1964 in Teisendorf) ist ein deutscher zeitgenössischer Maler. Sein Werk ist stilistisch zwischen den Neuen Wilden, der Konkreten Kunst und der Pop Art zu verorten.

## Leben und Werk
Hermann Standl wurde in Teisendorf in Bayern geboren. Sein Interesse für die Kunst führte dazu, 1995 ein Studium in Textildesign an der Akademie in Kopenhagen aufzunehmen. Dort verblieb er bis 1997 und wechselte noch im selben Jahr an die Akademie der Bildenden Künste München, wo er unter Professor Jürgen Reipka anfing zu studieren, verließ jedoch nach einem einjährigen Aufenthalt die Akademie. Es folgten zahlreiche Ausstellungen in Museen und Kunstvereinen auf nationaler sowie internationaler Ebene.
Das künstlerische Œuvre von Hermann Standl ist vielschichtig und verläuft zwischen den Polen der Abstraktion und Figuration. Stets zentral blieb seine Auseinandersetzung mit den Komponenten des Bildaufbaus, der Farbe, Form und dem Raum.
Am Anfang seines Schaffens, kurz nachdem er die Kunstakademie verlassen hatte, entstanden die Lattenbilder. Auf einzelnen Holzlatten malte Hermann Standl in gestischer Manier Figuren, die an den Jungen Wilden angelehnt, Topoi aus der alltäglichen Existenz kolportieren. Bevorzugte Themen waren die Beziehung des Menschen zu seiner Umwelt oder gesellschaftliche Fragen, die in den 1990ern aktuell waren, zum Beispiel die politische Gestaltung der Nachwendezeit in der Bundesrepublik Deutschland. Nicht ohne ein künstlerisches Augenzwinkern lotet er die philosophischen Grenzen des Heimatbegriffes in einer globalisierten Welt aus. Zeugnis dieser Auseinandersetzung mit seinem bayerischen Herkunftsland bilden die großformatigen Gemälde, die um 2009 entstanden sind. Ganz im Stile der Pop Art kombinierte Hermann Standl ikonographische Elemente koreanischer Kultur, wie dem Kolibri, mit den uns in Deutschland vertrauten Landschaften. In einem konstruktiven Gerüst linearer Formationen eingearbeitet, baut er das Kolorit entsprechend der jeweiligen Landeskultur – so steht das Rosafarbene für koreanische Kirschblüten oder ein helles Blau für die Voralpenlandschaft – in die Bildkomposition ein. Mit einem künstlerischen Augenzwinkern, hebt er Nationengrenzen durch Kunst auf. Der vollständige Bruch mit der figurativen Malweise kommt wenige Jahre später: Herman Standls Gemälde bestehen nunmehr ausschließlich aus geometrischen Formen und Farben. Indem er diese gegeneinander ausspielt und sie absetzt, lotet er die Grenzen des Visuellen aus: Dunkle Farben, abgesetzt gegen helle schaffen Dynamik, konkrete Formen bilden den Bildraum.

## Ausstellungen (Auswahl)

### Einzelausstellungen
- 2017: Points Of View, Galerie Starnberger See, Feldafing am Starnberger See
- 2012: Im Flug, Galerie Bengelsträter, Düsseldorf
- 2012: Neue Bilder, Galerie Rother-Winter, Wiesbaden
- 2012: Three in One, Galerie Leger, München
- 2012: Bubbles, Kunstraum gad, Berlin
- 2009: Nature Poem Vol. I, Galerie Michael Schultz, Seoul
- 2006: MENSCHENBILDER, Städtische Galerie Wesseling, Köln
- 2004: LATTENBILDER, Rathausgalerie Burghausen, Burghausen
- 2003: BILDINSTALLATION, Künstlerhaus am Lenbachplatz, München

### Gruppenausstellungen
- 2014: Tell Me Nothing from the Horse, Galerie Michael Schultz, Berlin
- 2010: SUDOKU, Galerie Michael Schultz, Berlin
- 2009: Auf dem Weg ins Licht, Kunsthalle Rostock, Rostock
- 2009: Tausend Biere, Galerie Raab, Berlin
- 2008: Hirschwegeinundzwanzig, Kunstverein Coburg, Coburg
- 2007: Salzmond, Kunstraum Klosterkirche Traunstein, Traunstein
- 2007: Dick aufgetragen, Galerie Leger, München
- 1996: Fiberart, Designmuseum Danmark, Kopenhagen

## Rezeption
„Das Geschäft mit den Asiaten läuft gut. Standls Arbeiten treffen den Geschmack der dortigen Sammler“

„Es gibt auch ein Wiedersehen mit den Werken von Hermann Standl, die systematisch mehrere Reflexionsbenen gleichzeitig aktivieren.“